# Nectarine
Pour les articles homonymes, voir Nectarine (homonymie).

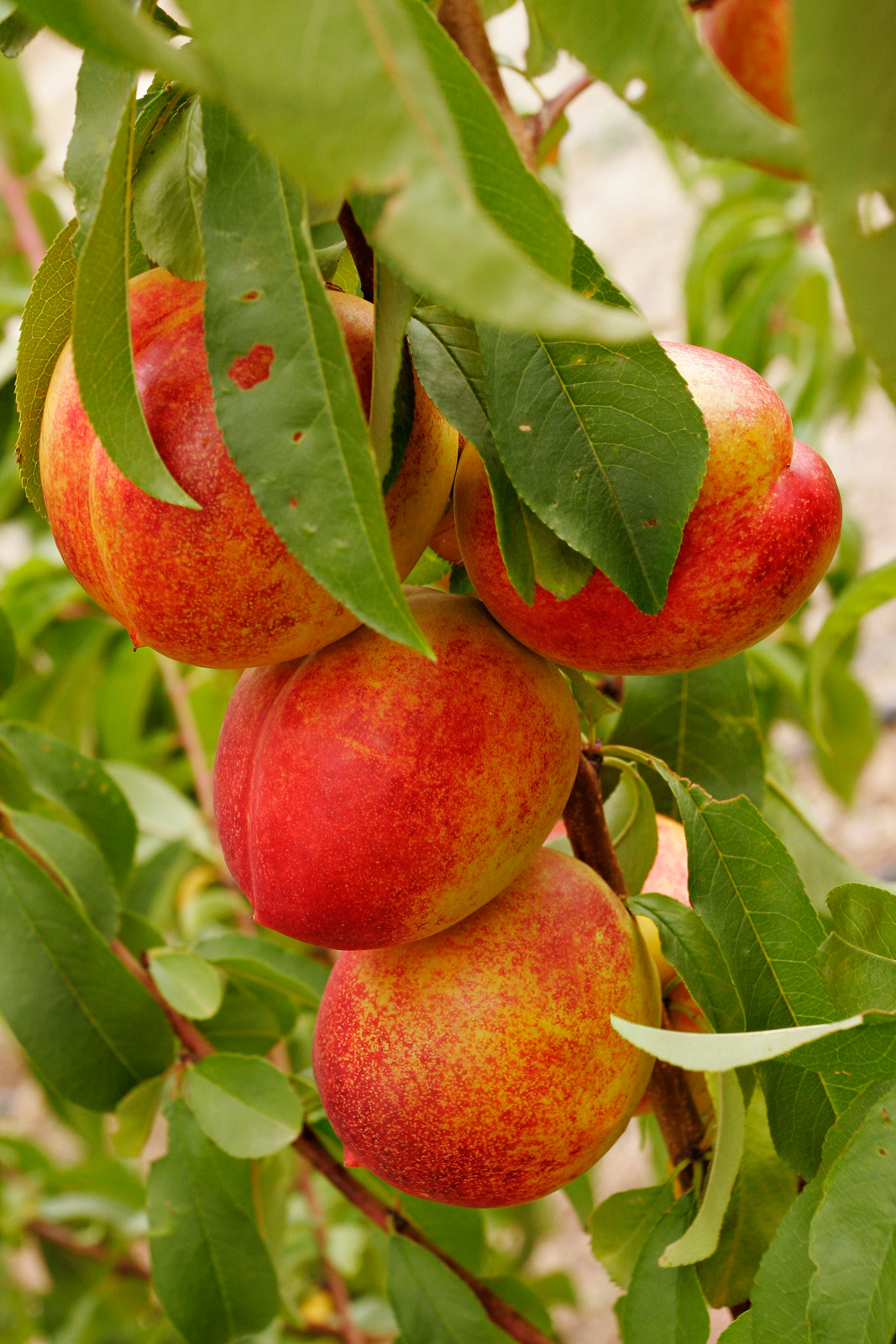
Nectarines.

La nectarine (fruit de Prunus persica var. nucipersica) est une variété de pêches (Prunus persica) issue d'une mutation naturelle. Elle se distingue par l'absence de duvet sur la peau qui est lisse et brillante et par un noyau libre. Il existe des nectarines blanches, jaunes et sanguines ainsi que des variétés plates, parfois appelées  platerines.
La nectarine ressemble extérieurement au brugnon, mais son noyau, contrairement à celui du brugnon, n’adhère pas à la chair. Elle est moins fragile que la pêche et supporte plus facilement les manipulations et le transport.

## Morphologie externe

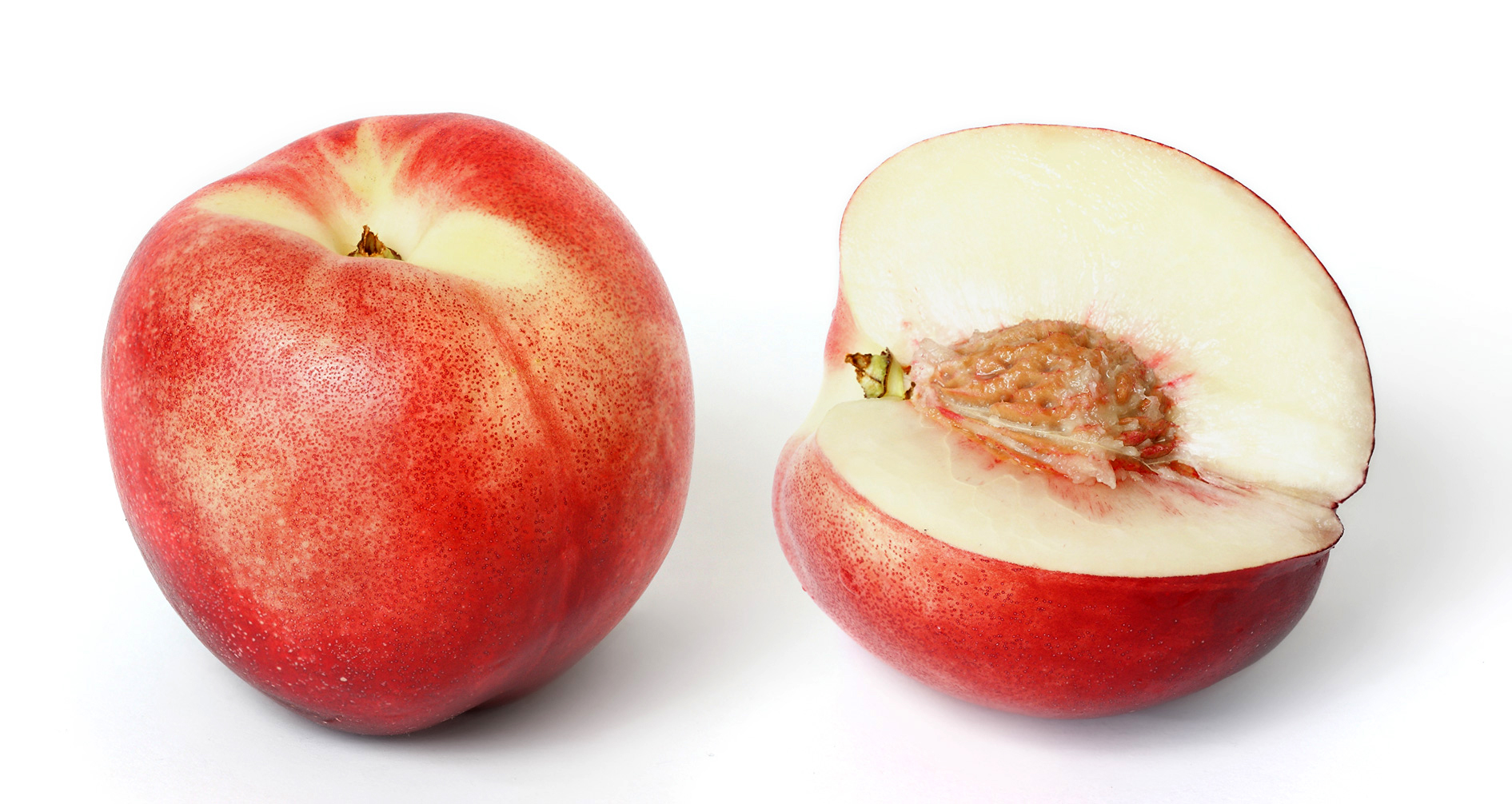
Une nectarine blanche.

La chair de la nectarine est blanche, jaune, orangée ou sanguine (selon les variétés) et se détache facilement du noyau : c'est une drupe à noyau libre.
L'absence de poils de la nectarine est due à l'absence de l'assise L1 du méristème apical caulinaire, à la suite d'une mutation naturelle. 
La nectarine, parfois appelée « pêche-abricot », n'est pas issue de la greffe d’une branche de prunier sur un pêcher mais d'une mutation génétique du pêcher, un lusus.

## Dissection
On distingue la partie externe charnue du péricarpe et la partie interne lignifiée : le noyau.
Si l'on tient compte des positions opposées du pédoncule et du reste du style, on peut conclure que ce fruit dérive d'un ovaire supère. En fait si l'on analyse la morphologie de la fleur, on constate que l'ovaire était situé dans un conceptacle mais non soudé à celui-ci. Il s'agissait donc d'un ovaire infère non adhérent.
Au cours de la maturation, les pièces florales ainsi que le conceptacle deviennent caducs. La paroi du fruit dérive donc essentiellement de la paroi de l'ovaire, comme c'est le cas pour les fruits dérivés d'un ovaire supère.

## Nutrition
La nectarine a une forte teneur[réf. nécessaire] en antioxydants, vitamine A, vitamine C, bêta-carotène, et potassium.

## Culture
Des travaux récents ont permis de créer la nectavigne, croisement d'une pêche de vigne sanguine et d'une nectarine. C'est une sanguine à peau lisse.

## Différence entre brugnon et nectarine
Les deux mots ont longtemps été synonymes, brugnon étant utilisé en français, tandis que nectarine venait de l'anglais. En anglais, seul le terme nectarine existe.
Actuellement, le terme brugnon est utilisé lorsque le noyau adhère à la chair, tandis que le terme nectarine est utilisé lorsque le noyau est libre,.